# Primitiva (matematica)

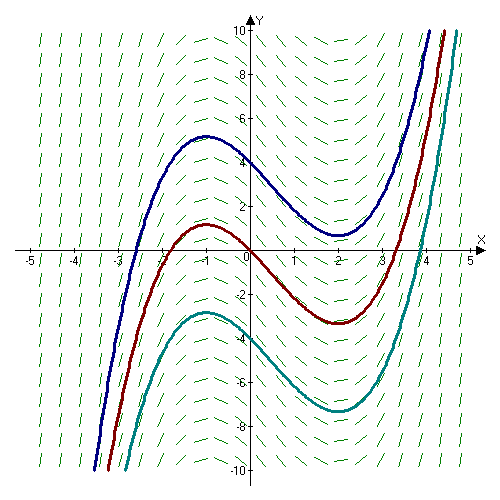
Tre primitive della funzione.

In analisi matematica, si dice primitiva o antiderivata di una funzione {\displaystyle f} una funzione derivabile {\displaystyle F} la cui derivata è uguale alla funzione di partenza. Denotando con l'apice la derivata, {\displaystyle F'(x)=f(x)}. L'insieme di tutte le primitive di una funzione {\displaystyle f} è detto integrale indefinito di {\displaystyle f}.
Il calcolo della primitiva è strettamente legato alla risoluzione degli integrali definiti dal teorema fondamentale del calcolo integrale: infatti, l'integrale di una funzione, se esiste, è uguale alla differenza dei valori della primitiva sugli estremi di integrazione.

## Definizione
Data una funzione {\displaystyle f\colon I\to \mathbb {R} }, definita su un intervallo {\displaystyle I\subset \mathbb {R} }, si definisce primitiva una funzione {\displaystyle F\colon I\to \mathbb {R} } tale che
{\displaystyle F'(x)=f(x)}
per ogni {\displaystyle x\in I}.
Se {\displaystyle F} è una primitiva di {\displaystyle f}, tutte e sole le primitive di {\displaystyle f} sono nella forma {\displaystyle F(x)+C}, dove {\displaystyle C} è una costante arbitraria reale.
L'integrale indefinito di {\displaystyle f} è l'insieme di tutte le sue primitive. Esso si denota con il simbolo
{\displaystyle \int f(x)dx}
e se {\displaystyle F} è una particolare primitiva di {\displaystyle f}, allora
{\displaystyle \int f(x)dx=F(x)+C}
al variare di {\displaystyle C\in \mathbb {R} }.

## Principali primitive
Un metodo spesso utilizzato per calcolare le primitive di una funzione razionale è la decomposizione in fratti semplici. Per gli altri casi, alcune primitive molto frequenti sono esposte nel seguito:
| {\displaystyle \int {x^{a}\,\mathrm {d} x}={\frac {x^{a+1}}{a+1}}+C\,\ }                                   | con {\displaystyle a\neq -1\,\ }                        |
| {\displaystyle \int {{\frac {1}{x}}\,\mathrm {d} x}=\ln {\|x\|}+C\,\ }                                     |                                                         |
| {\displaystyle \int {\mathrm {e} ^{x}}\,\mathrm {d} x=\mathrm {e} ^{x}+C\,\ }                              |                                                         |
| {\displaystyle \int {a^{x}}\,\mathrm {d} x={\frac {a^{x}}{\ln {a}}}+C\,\ }                                 | con {\displaystyle a>0\,\ },{\displaystyle a\neq 1\,\ } |
| {\displaystyle \int {\sin {x}}\,\mathrm {d} x=-\cos {x}+C\,\ }                                             |                                                         |
| {\displaystyle \int {\cos {x}}\,\mathrm {d} x=\sin {x}+C\,\ }                                              |                                                         |
| {\displaystyle \int {\tan {x}\,\mathrm {d} x}=-\ln {\|\cos {x}\|}+C\,\ }                                   |                                                         |
| {\displaystyle \int {\cot {x}}\,\mathrm {d} x=\ln {\|\sin {x}\|}+C\,\ }                                    |                                                         |
| {\displaystyle \int {\sinh {x}}\,\mathrm {d} x=\cosh {x}+C\,\ }                                            |                                                         |
| {\displaystyle \int {\cosh {x}}\,\mathrm {d} x=\sinh {x}+C\,\ }                                            |                                                         |
| {\displaystyle \int {\tanh {x}}\,\mathrm {d} x=\ln {(\cosh {x})}+C\,\ }                                    |                                                         |
| {\displaystyle \int {\coth {x}}\,\mathrm {d} x=\ln {\|(\sinh {x})\|}+C\,\ }                                |                                                         |
| {\displaystyle \int {\frac {1}{(\cos {x})^{2}}}\,\mathrm {d} x=\tan {x}+C\,\ }                             |                                                         |
| {\displaystyle \int {\frac {1}{(\sin {x})^{2}}}\,\mathrm {d} x=-\cot {x}+C\,\ }                            |                                                         |
| {\displaystyle \int {\frac {1}{(\cosh {x})^{2}}}\,\mathrm {d} x=\tanh {x}+C\,\ }                           |                                                         |
| {\displaystyle \int {\frac {1}{(\sinh {x})^{2}}}\,\mathrm {d} x=-\coth {x}+C\,\ }                          |                                                         |
| {\displaystyle \int {\frac {1}{1+x^{2}}}\,\mathrm {d} x=\arctan {x}+C\,\ }                                 |                                                         |
| {\displaystyle \int {\frac {1}{1-x^{2}}}\,\mathrm {d} x={\frac {1}{2}}\ln {\frac {x+1}{x-1}}+C\,\ }        | con {\displaystyle \|x\|>1\,\ }                         |
| {\displaystyle \int {\frac {1}{\sqrt[{}]{1-x^{2}}}}\,\mathrm {d} x=\arcsin {x}+C\,\ }                      |                                                         |
| {\displaystyle \int {\frac {1}{\sqrt[{}]{1+x^{2}}}}\,\mathrm {d} x=\ln {\|x+{\sqrt[{}]{1+x^{2}}}\|}+C\,\ } |                                                         |
| {\displaystyle \int {\frac {1}{\sqrt[{}]{x^{2}-1}}}\,\mathrm {d} x=\ln {\|x+{\sqrt[{}]{x^{2}-1}}\|}+C\,\ } | con {\displaystyle \|x\|>1\,\ }                         |